# Out Newton
Out Newton är en by i civil parish Easington, i distriktet East Riding of Yorkshire, i grevskapet East Riding of Yorkshire, i England. Byn är belägen 7 km från Withernsea. Out Newton var en civil parish 1866–1935 när blev den en del av Easington. Civil parish hade 31 invånare år 1931. Byn nämndes i Domedagsboken (Domesday Book) år 1086, och kallades då Niuueton(e).